# Nesyamun

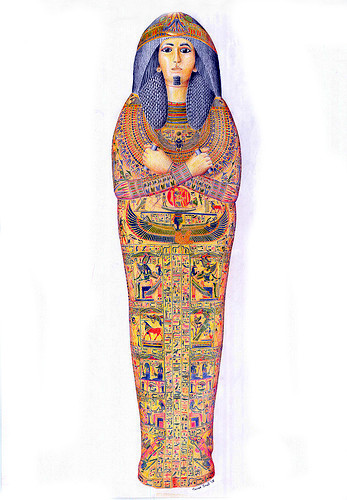
Hình ảnh phục dựng cỗ quan tài của Nesyamun

Nesyamun hay Nesyamon là một tư tế Ai Cập cổ đại, người thắp hương và viên thư lại tại khu phức hợp đền thờ Ai Cập ở Karnak. Ông mất vào khoảng năm 1100 trước Công nguyên.

## Cuộc đời
Nesyamun là Tư tế wa'ab, với danh hiệu "Người canh giữ đàn bò" ở Đền thờ thần Amun ở Karnak dưới Vương triều thứ 20.
Ông được phép ra vào những gian thờ linh thiêng bên trong điện thờ Amun và thực hiện các nghi thức cầu nguyện hiến tế cho thần Amun ba tháng mỗi năm. Phần thời gian còn lại ông được tự do thực hiện những công việc khác.

## Xác ướp
Sau khi chết, Nesyamun được ướp xác và được bảo quản nguyên vẹn. Xác ướp của ông được phát hiện tại Deir el-Bahri năm 1822, sau đó được chuyển từ Ai Cập sang Trieste, Ý năm 1823 và rồi sang Luân Đôn để trưng bày trong đại sảnh của Bảo tàng Piccadilly. Ngày nay xác ướp của Nesyamun được trưng bày trong Bảo tàng thành phố Leeds Xác ướp của Nesyamun còn được gọi là Xác ướp Leeds
Nesyamun là xác ướp duy nhất còn sót lại sau khi vụ đánh bom Leeds Blitz năm 1941 phá hủy nửa trước của bảo tàng. Xác ướp của Nesyamun vẫn còn nguyên vẹn và không bị hư hại, mặc dù nắp bên trong quan tài đã bị vỡ nát trong vụ đánh bom.

## Khám nghiệm xác ướp
Các chuyên gia khi khám nghiệm xác ướp biết được rằng Nesyamun qua đời khi khoảng 45 tuổi và cao khoảng 1,68m.
Có một điều kỳ lạ đối với xác ướp của Nesyamun là không hiểu vì sao mà cái lưỡi của Nesyamun lại bị kéo ra ngoài khi ướp xác. Năm 1828, các nhà khoa học bấy giờ đã lý giải rằng có thể Nesyamun chết do treo cổ. Năm 1989, một lời giải thích thỏa đáng hơn về cái chết của Nesyamun, có thể ông đã bị ngạt thở do ong đốt vào lưỡi, dẫn đến tử vong.

## Tái tạo giọng nói
Vào năm 2020, sau khi cổ họng và khí quản của Nesyamun được tìm thấy được bảo quản tốt đáng kể, các nhà khoa học đã có thể tái tạo và mô phỏng giọng nói của Nesyamun nghe như thế nào. Piero Cosi, một nhà khoa học về ngôn ngữ, năm 2016, thành viên của một nhóm đã tái tạo lại giọng nói của một xác ướp được nghiên cứu rộng rãi khác, Ötzi, cho rằng việc tái tạo phần lớn là suy đoán ngay cả với thanh quản giọng được bảo tồn gần như hoàn hảo của Nesyamun.